# Paolo della Stella
Paolo della Stella est un architecte, maître d'œuvre et sculpteur italien de la Renaissance.
Sa vie est peu connue. Il est actif en Bohême à partir de la fin des années 1530 quand il participe à la construction du palais d'été du château de Prague (Královský létohradek), dit aussi Belvédère de la reine Anne (Belvedér Královny Anny) en l'honneur de sa commanditaire. On lui doit en particulier les sculptures de la façade (achevées en 1552).
Il participe également à la mise au goût du jour Renaissance du château (cs) gothique de Brandýs nad Labem qui, en 1547, devient propriété impériale. Ferdinand Ier du Saint-Empire vient de confisquer le château au seigneur du lieu, Arnošť Krajíř z Krajku pour rébellion et entreprend alors une reconstruction générale.